# بورکات
بورکات (به لهستانی:  Burkat) یک روستا در لهستان است که در گمینا جاودووو واقع شده‌است. بورکات ۴۴۰ نفر جمعیت دارد.